# یواس‌اس مریلند (اس‌اس‌بی‌ان-۷۳۸)
یواس‌اس مریلند (اس‌اس‌بی‌ان-۷۳۸) (به انگلیسی: USS Maryland (SSBN-738)) یک زیردریایی است که طول آن ۵۶۰ فوت (۱۷۰ متر) می‌باشد. این زیردریایی در سال ۱۹۹۱ ساخته شد.